# 7756 Scientia
7756 Scientia è un asteroide della fascia principale. Scoperto nel 1990, presenta un'orbita caratterizzata da un semiasse maggiore pari a 3,1589736 UA e da un'eccentricità di 0,0209358, inclinata di 16,65149° rispetto all'eclittica.